# ミールを訪れた宇宙船・乗員の一覧

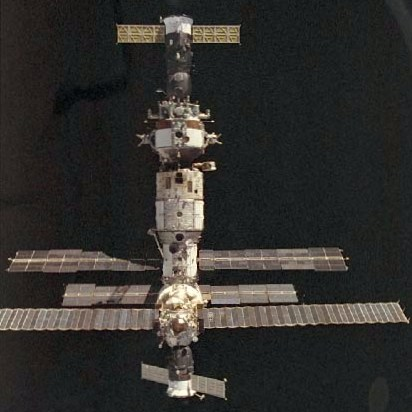
ソユーズTM-20がミールの下部にドッキングしている。1995年のSTS-63において、ディスカバリーより撮影。

ミールを訪れた宇宙船・乗員の一覧では、ロシアの宇宙ステーションミールを訪れた宇宙船と宇宙飛行士の一覧を示す。無人の宇宙船についてはミールへの無人宇宙飛行の一覧を参照。長期滞在者は名前を太字で表した。また、ドッキング期間はあくまで宇宙船に関する時間であり、場合によっては飛行士の滞在時間とは異なる。
ミールのコアモジュールは1986年2月19日に打ち上げられた。ミールはその後軌道上で組み立てられ、短い期間のみ訪問する飛行士が、長期間滞在の飛行士と同程度に存在した（ワレリー・ポリャコフは1994年1月8日から438日間にミールに滞在し、史上最も長い連続宇宙滞在記録を作った）。
ミールを訪れた多くの飛行士は打ち上げ時と帰還時に異なる宇宙船を使用した。最初の例はアレクサンドル・ヴィクトレンコとムハンマド・ファーリスで、1987年7月22日打ち上げのソユーズTM-3で宇宙に上がり、ソユーズTM-2で1987年7月30日に地球に帰還した。ミールに同時に滞在した最大の人数は6人である（ただし、NASAによるスペースシャトルのミッションは除く）。その最初のケースは1988年11月26日のソユーズTM-7打ち上げ時で、約3週間継続した。ミールは大気圏再突入し解体された2001年3月23日まで存在した。
|    | ミッション                                                                | クルー | 備考                                                                                               |
| -- | ------------------------------------------------------------------------- | --- | -------------------------------------------------------------------------------------------------- |
| 1  | ソユーズT-15 打ち上げ： 1986年3月13日 ドッキング期間 ~71日間              | レオニード・キジム ウラジーミル・ソロフィエフ | ミールEO-1の乗員を輸送。 サリュート7号も訪れた。                                                   |
| 2  | ソユーズTM-2 打ち上げ： 1987年2月5日 ドッキング期間 ~172日間              | ユーリ・ロマネンコ アレクサンドル・ラフェイキン | ミールEO-2の乗員を輸送。                                                                           |
| 3  | ソユーズTM-3 打ち上げ： 1987年7月22日 ドッキング期間 ~158日間             | アレクサンドル・アレクサンドロフ アレクサンドル・ヴィクトレンコ ムハンマド・ファーリス                                                                                       | アレクサンドロフをミールEO-2のため輸送。 ヴィクトレンコとファーリスはソユーズTM-2にて8日後に帰還。 |
| 4  | ソユーズTM-4 打ち上げ： 1987年12月21日 ドッキング期間 ~177日間            | ウラジーミル・チトフ ムサ・マナロフ アナトリー・レフチェンコ | ミールEO-3の乗員を輸送。 レフチェンコはソユーズTM-3にて8日後に帰還。                               |
| 5  | ソユーズTM-5 打ち上げ： 1988年6月7日 ドッキング期間 ~90日間               | アナトリー・ソロフィエフ ヴィクトル・サヴィヌイフ アレクサンドル・アレクサンドロフ                                                                                           | 3人全員がソユーズTM-4にて10日後に帰還。                                                            |
| 6  | ソユーズTM-6 打ち上げ： 1988年8月29日 ドッキング期間 ~112日間             | ワレリー・ポリャコフ ウラジーミル・リャホフ アブドゥルアフド・ムハンマド | ポリャコフをミールEO-3のため輸送。 リャホフとムハンマドはソユーズTM-5にて9日後に帰還。             |
| 7  | ソユーズTM-7 打ち上げ： 1988年11月26日 ドッキング期間 ~149日間            | アレクサンドル・ヴォルコフ セルゲイ・クリカレフ ジャン＝ルー・クレティエン                                                                                                   | ミールEO-4の乗員を輸送。 クレティエンはソユーズTM-6にて25日後に帰還。                              |
| 8  | ソユーズTM-8 打ち上げ： 1989年9月5日 ドッキング期間 ~165日間              | アレクサンドル・ヴィクトレンコ アレクサンドル・セレブロフ | ミールEO-5の乗員を輸送。                                                                           |
| 9  | ソユーズTM-9 打ち上げ： 1990年2月11日 ドッキング期間 ~177日間             | アナトリー・ソロフィエフ アレクサンドル・バランジン | ミールEO-6の乗員を輸送。                                                                           |
| 10 | ソユーズTM-10 打ち上げ： 1990年8月1日 ドッキング期間 ~129日間             | ゲンナジー・マナコフ ゲンナジー・ストレカロフ | ミールEO-7の乗員を輸送。                                                                           |
| 11 | ソユーズTM-11 打ち上げ： 1990年12月1日 ドッキング期間 ~173日間            | ヴィクトル・アファナシェフ ムサ・マナロフ 秋山豊寛 | ミールEO-8の乗員を輸送。 秋山はソユーズTM-10にて8日後に帰還。                                      |
| 12 | ソユーズTM-12 打ち上げ： 1991年5月18日 ドッキング期間 ~142日間            | アナトリー・アルツェバルスキー / セルゲイ・クリカレフ ヘレン・シャーマン | ミールEO-9の乗員を輸送。 シャーマンはソユーズTM-11にて8日後に帰還。                                |
| 13 | ソユーズTM-13 打ち上げ： 1991年10月2日 ドッキング期間 ~173日間            | / アレクサンドル・ヴォルコフ トクタル・アウバキロフ フランツ・フィーベック                                                                                                   | ミールEO-10の乗員を輸送。 アウバキロフとフィーベックはソユーズTMA-12にて8日後に帰還。              |
| 14 | ソユーズTM-14 打ち上げ： 1992年3月17日 ドッキング期間 ~143日間            | アレクサンドル・ヴィクトレンコ アレクサンドル・カレリ クラウス＝ディートリッヒ・フラーデ                                                                                     | ミールEO-11の乗員を輸送。 フラーデはソユーズTM-13にて8日後に帰還。                                 |
| 15 | ソユーズTM-15 打ち上げ： 1992年7月27日 ドッキング期間 ~187日間            | アナトリー・ソロフィエフ セルゲイ・アヴデエフ ミシェル・トニーニ | ミールEO-12の乗員を輸送。 トニーニはソユーズTM-14にて14日後に帰還。                                |
| 16 | ソユーズTM-16 打ち上げ： 1993年1月24日 ドッキング期間 ~177日間            | ゲンナジー・マナコフ アレクサンドル・ポレシチューク | ミールEO-13の乗員を輸送。                                                                          |
| 17 | ソユーズTM-17 打ち上げ： 1993年7月1日 ドッキング期間 ~195日間             | ワシリー・ツィブリエフ アレクサンドル・セレブロフ ジャン＝ピエール・エニュレ                                                                                                 | ミールEO-14の乗員を輸送。 エニュレはソユーズTM-16にて21日後に帰還。                                |
| 18 | ソユーズTM-18 打ち上げ： 1994年1月8日 ドッキング期間 ~180日間             | ヴィクトル・アファナシェフ ユーリー・ウサチェフ ワレリー・ポリャコフ | ミールEO-15の乗員を輸送。                                                                          |
| 19 | ソユーズTM-19 打ち上げ： 1994年7月1日 ドッキング期間 ~124日間             | ユーリ・マレンチェンコ タルガット・ムサバイエフ | ミールEO-16の乗員を輸送。                                                                          |
| 20 | ソユーズTM-20 打ち上げ： 1994年10月3日 ドッキング期間 ~166日間            | アレクサンドル・ヴィクトレンコ エレーナ・コンダコワ ウルフ・メルボルト | ミールEO-17の乗員を輸送。 メルボルトはソユーズTM-19にて32日後に帰還。                              |
| 21 | ソユーズTM-21 打ち上げ： 1995年3月14日 ドッキング期間 ~179日間            | ウラジーミル・デジュロフ ゲンナジー・ストレカロフ ノーマン・サガード | ミールEO-18の乗員を輸送。                                                                          |
| 22 | STS-71 アトランティス 打ち上げ： 1995年6月27日 ドッキング期間 4日間22時間 | ロバート・ギブソン チャールズ・プレコート エレン・S・ベーカー ボニー・J・ダンバー グレゴリー・ハーバー アナトリー・ソロフィエフ ニコライ・ブダーリン                         | ミールEO-19の乗員を輸送。 ミールEO-18の乗員を帰還させた。                                          |
| 23 | ソユーズTM-22 打ち上げ： 1995年9月3日 ドッキング期間 ~177日間             | ユーリー・ギジェンコ セルゲイ・アヴデエフ トーマス・ライター | ミールEO-20の乗員を輸送。                                                                          |
| 24 | STS-74 アトランティス 打ち上げ： 1995年11月12日 ドッキング期間 3日間2時間 | ケネス・キャメロン ジェームズ・ハルセル ジェリー・ロス ウィリアム・マッカーサー クリス・ハドフィールド                                                                       | ミールのドッキングモジュールを運搬。                                                               |
| 25 | ソユーズTM-23 打ち上げ： 1996年2月21日 ドッキング期間 ~192日間            | ユーリー・オヌフリエンコ ユーリー・ウサチェフ | ミールEO-21の乗員を輸送。                                                                          |
| 26 | STS-76 アトランティス 打ち上げ： 1996年3月22日 ドッキング期間 4日間23時間 | ケヴィン・チルトン リチャード・サーフォス リンダ・ゴドウィン マイケル・クリフォード ロナルド・セーガ シャノン・ルシッド                                                      | ルシッドをミールEO-21のため輸送。 実験装置MEEP (en) を配備。 一人が宇宙遊泳。                      |
| 27 | ソユーズTM-24 打ち上げ： 1996年8月17日 ドッキング期間 ~195日間            | ワレリー・コルズン アレクサンドル・カレリ クローディ・エニュレ | ミールEO-22の乗員を輸送。 エニュレはソユーズTM-23にて16日後に帰還。                                |
| 28 | STS-79 アトランティス 打ち上げ： 1996年9月16日 ドッキング期間 4日間22時間 | ウイリアム・レディ テレンス・ウィルカット トーマス・エイカーズ ジェローム・アプト カール・ウォルツ ジョン・ブラハ                                                            | ブラハをミールEO-22のため輸送。                                                                    |
| 29 | STS-81 アトランティス 打ち上げ： 1997年1月12日 ドッキング期間 4日間22時間 | マイケル・A・ベーカー ブレント・ジェット ジョン・グランスフェルド マーシャ・アイビンス ピーター・ウィソフ ジェリー・リネンジャー                                             | リネンガーをミールEO-22のため輸送。                                                                |
| 30 | ソユーズTM-25 打ち上げ： 1997年2月10日 ドッキング期間 ~183日間            | ワシリー・ツィブリエフ アレクサンドル・ラズトキン ラインホルト・エヴァルト                                                                                                   | ミールEO-23の乗員を輸送。 エヴァルトはソユーズTM-24にて20日後に帰還。                              |
| 31 | STS-84 アトランティス 打ち上げ： 1997年5月15日 ドッキング期間 4日間23時間 | チャールズ・プレコート アイリーン・コリンズ カルロス・ノリエガ エドワード・ルー ジャン＝フランソワ・クレルボワ エレーナ・コンダコワ マイケル・フォール                       | フォールをミールEO-23のため輸送。                                                                  |
| 32 | ソユーズTM-26 打ち上げ： 1997年8月5日 ドッキング期間 ~196日間             | アナトリー・ソロフィエフ パーヴェル・ヴィノグラードフ | ミールEO-24の乗員を輸送。                                                                          |
| 33 | STS-86 アトランティス 打ち上げ： 1997年9月27日 ドッキング期間 5日間22時間 | ジェームズ・ウェザービー マイケル・ブルームフィールド スコット・パラジンスキー ウェンディ・ローレンス ジャン＝ルー・クレティエン ウラジミール・チトフ デイヴィッド・ウォルフ | ウォルフをミールEO-24のため輸送。 実験装置MEEP (en) を回収。 一人が宇宙遊泳。                      |
| 34 | STS-89 エンデバー 打ち上げ： 1998年1月22日 ドッキング期間 4日間21時間     | テレンス・ウィルカット ジョー・エドワーズ・ジュニア ボニー・J・ダンバー マイケル・アンダーソン ジェームス・レイリー サリザン・シャリポブ アンディ・トーマス                  | トーマスをミールEO-24のため輸送。                                                                  |
| 35 | ソユーズTM-27 打ち上げ： 1998年1月29日 ドッキング期間 ~206日間            | タルガット・ムサバイエフ ニコライ・ブダーリン レオポルド・アイハーツ | ミールEO-25の乗員を輸送。 アイアールはソユーズTM-26にて22日後に帰還。                              |
| 36 | STS-91 ディスカバリー 打ち上げ： 1998年6月2日 ドッキング期間 3日間23時間  | チャールス・プリコート ドミニク・ゴーリィ ウェンディ・ローレンス フランクリン・チャン＝ディアス ジャネット・L・カヴァンディ ワレリー・リューミン                             | ミールEO-25乗員のトーマスをさせた。                                                                |
| 37 | ソユーズTM-28 打ち上げ： 1998年8月13日 ドッキング期間 ~196日間            | ゲンナジー・パダルカ セルゲイ・アヴデエフ ユーリー・バトゥーリン | ミールEO-26の乗員を輸送。 バトゥーリンはソユーズTM-27にて12日後に帰還。                            |
| 38 | ソユーズTM-29 打ち上げ： 1999年2月20日 ドッキング期間 ~186日間            | ヴィクトル・アファナシェフ ジャン＝ピエール・エニュレ イヴァン・ベラ | ミールEO-27の乗員を輸送。 ベラはソユーズTM-28にて8日後に帰還。                                     |
| 39 | ソユーズTM-30 打ち上げ： 2000年4月4日 ドッキング期間 ~70日間              | セルゲイ・ザリョーチン アレクサンドル・カレリ | ミールEO-28の乗員を輸送。                                                                          |